# Caturiges
Los caturiges (en latín Caturiges) fueron un pueblo de la Galia mencionado por César en el año 58 a. C. Dice que tras pasar los Alpes se encontró con los ceutrones, grayócelos y caturiges. La ciudad principal de estos era Caturigis entre Embrun y Gap, hoy Chorges. Quedan algunas ruinas de la antigua ciudad, incluido un templo dedicado a Diana, hoy iglesia, y algunas columnas. También fueron mencionados como que vivían entre los ucenos y los brigianos. Se cree que entraron en Italia hacia el siglo VI a. C. y dominaban el valle del Durance.